# 卡萨总统府
卡萨总统府，是萨尔瓦多总统现在的官邸及办公室。

## 历史
由于2001年的地震，萨尔瓦多总统办公室从圣哈辛托搬到了圣贝尼托的前坎佩斯特里俱乐部。因此，萨瓦尔多的“卡萨总统府”指的是几个不同的地方。第一个“卡萨总统府”是现在的总统官邸，位于马斯费雷尔大道（马斯费雷尔"redondel"意为大区），在Colonia Escalon（又名 Lomas Verdes）。第二个“卡萨总统府”是位于圣哈辛托的前总统府，自2001年1月和2月的两次地震后已被废弃。第三个“卡萨总统府”指的是总统府的当前位置位于圣萨尔瓦多科洛尼亚圣贝尼托的曼努埃尔-恩里克-阿劳霍公路5500号（被称为Calle a Santa Tecla）。这里曾是一个带有小型高尔夫球场的乡村俱乐部，后来成为对外关系部。